# Smyckesolfågel
Smyckesolfågel (Cinnyris pulchellus) är en afrikansk fågel i familjen solfåglar inom ordningen tättingar.

## Utseende
Smyckesolfågeln är en mycket liten fågel med en kroppslängd på 10 centimeter, även om hanens långa stjärt lägger till ytterligare fem. Den har en medellång, tunn, och nedböjd näbb samt borstspetsad tubformad tunga, båda anpassningar till solfåglarnas föda nektar. Hanen har svart huvud, lysande metalliskt grön ovansida, scharlakansfärgat bröst kantat av gult samt svart buk. Honan är brun ovan med gulaktig undersida.

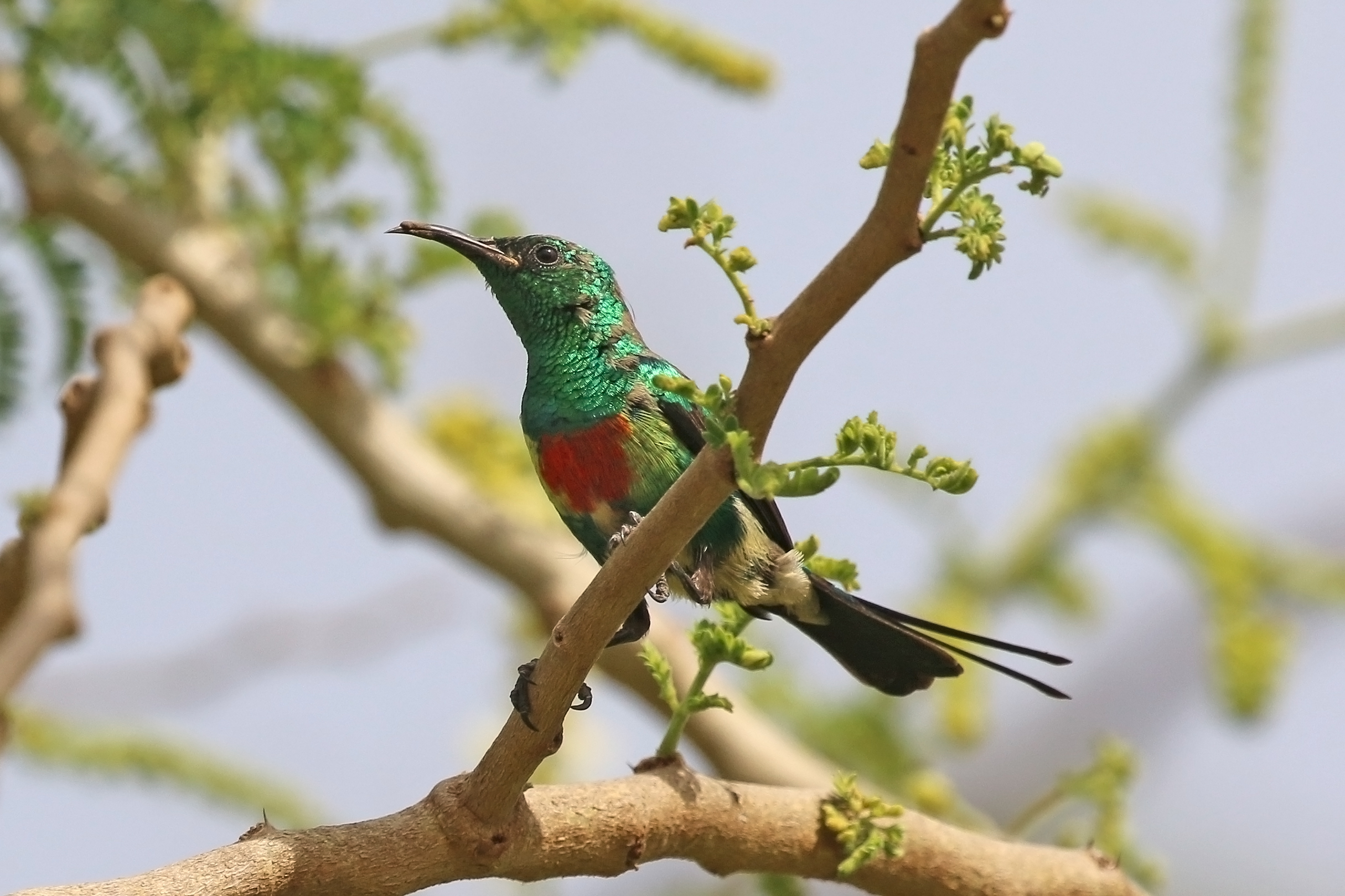
Hane i Gambia
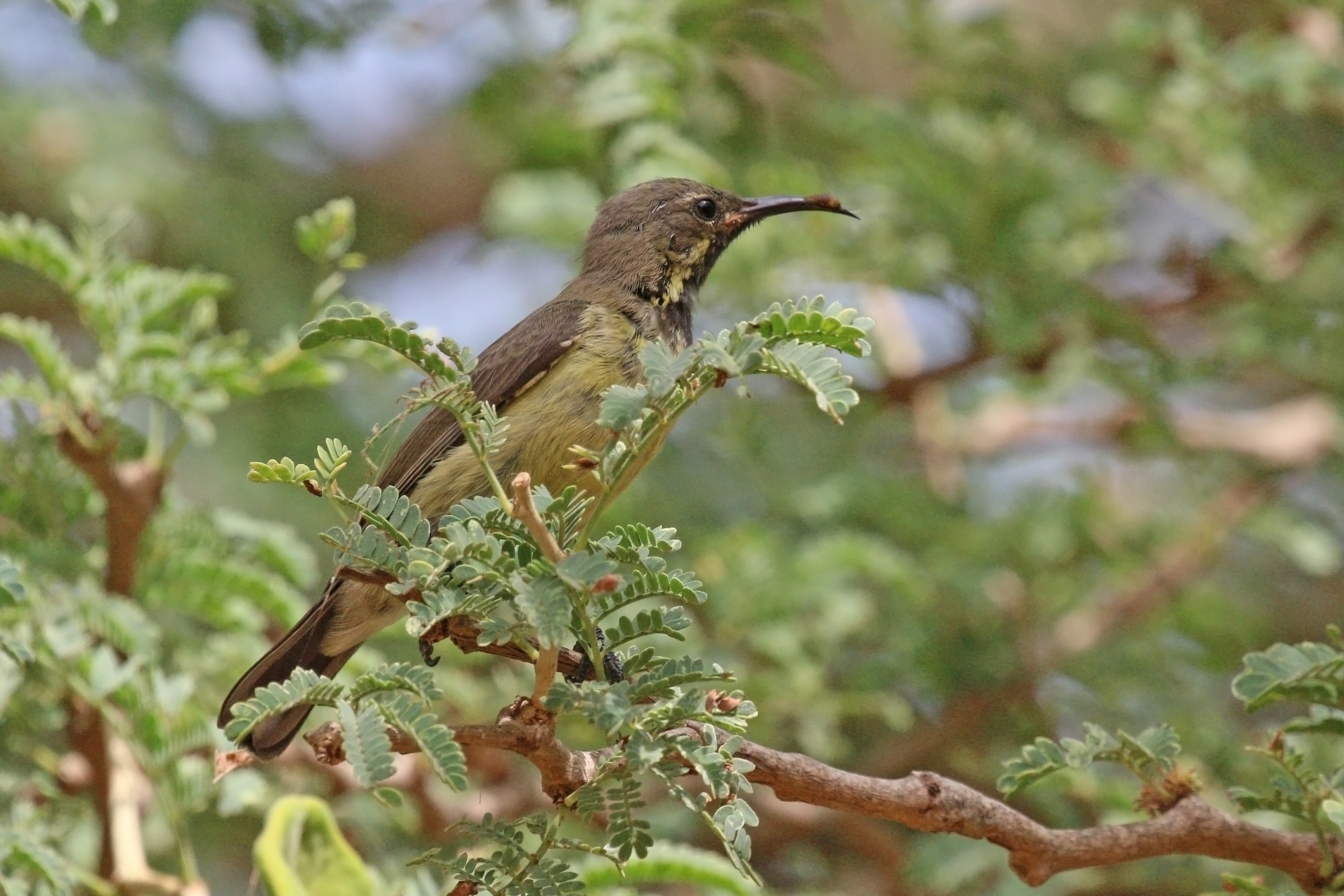
Ungfågel i Gambia

## Läten
Det vanligaste lätet är ett dämpat tjippande, medan sången består av en ljus ramsa typisk för solfåglar.

## Utbredning och systematik
Smyckesolfågeln förekommer från Senegal till Mali, södra Niger (Aïr Massif), Uganda och östra Sudan. Tidigare inkluderades juvelsolfågeln i arten, men denna urskiljs som egen art, sedan 2016 av Birdlife International och naturvårdsunionen IUCN, sedan 2024 även av IOC.

## Levnadssätt
Solfåglar är en grupp små tättingar som huvudsakligen lever av nektar, men också intar insekter, särskilt när de matar sina ungar. Flykten är snabb och direkt. De flesta arter kan suga nektar från blommor genom att ryttla som kolibrier, men sitter oftast den mesta av tiden. 
Smyckesolfågeln påträffas i en rad olika öppna miljöer med spridda träd, bland annat savann, buskområden nära vattendrag, mangrove, trädgårdar och stränder. Arten lägger ett eller två ägg i ett hängande bo i ett träd.

## Status och hot
Internationella naturvårdsunionen IUCN kategoriserar den som livskraftig på basis av stort utbredningsområde och stora, stabila populationer. Antalet har inte uppskattats, men den beskrivs vanlig.